# Valenzano
Valenzano é uma comuna italiana da região da Puglia, província de Bari, com cerca de 17.164 habitantes. Estende-se por uma área de 15 km², tendo uma densidade populacional de 1144 hab/km². Faz fronteira com Adelfia, Bari, Capurso, Casamassima.

## Demografia
| Variação demográfica do município entre 1861 e 2011                               |
|                                                                                   |
| Fonte: Istituto Nazionale di Statistica (ISTAT) - Elaboração gráfica da Wikipedia |